# Brüssow
Brüssow [ˈbrʏso] ist eine Landstadt im Nordosten des Landkreises Uckermark in Brandenburg und Verwaltungssitz des Amtes Brüssow (Uckermark). Sie liegt zwischen den Städten Prenzlau und Pasewalk und der polnischen Metropole Stettin.

## Geografie
Brüssow, die nördlichste Stadt Brandenburgs, liegt in einem Grundmoränengebiet, das sich zwischen den parallel verlaufenden Tälern der Ucker und Randow ausbreitet. Die weiträumige Hügellandschaft ist durch viele kleine Seen und Tümpel (Sölle) gekennzeichnet, die den nordöstlichen Teil der uckermärkischen Seen bilden. Der Osten des Gemeindegebietes fällt um ca. 30 Meter zum Randowbruch ab; hier findet sich auch ein größeres zusammenhängendes Waldgebiet in der sonst weitgehend von der Landwirtschaft geprägten Gegend. Im Norden und Osten grenzt der mecklenburg-vorpommersche Landkreis Vorpommern-Greifswald an die Gemarkung Brüssow.

## Stadtgliederung
Die Gemeinde besteht laut ihrer Hauptsatzung aus den Ortsteilen
- Bagemühl
- Brüssow
- Grünberg
- Woddow
- Wollschow

Bewohnte Gemeindeteile ohne Ortsteilstatus sind Battin, Butterholz, Frauenhagen, Grimme, Hammelstall, Klausthal, Menkin, Moor, Petersruh, Stramehl und Trampe.
Hinzu kommen die Wohnplätze Battin-Ausbau, Heimstedt und Wassermühle.

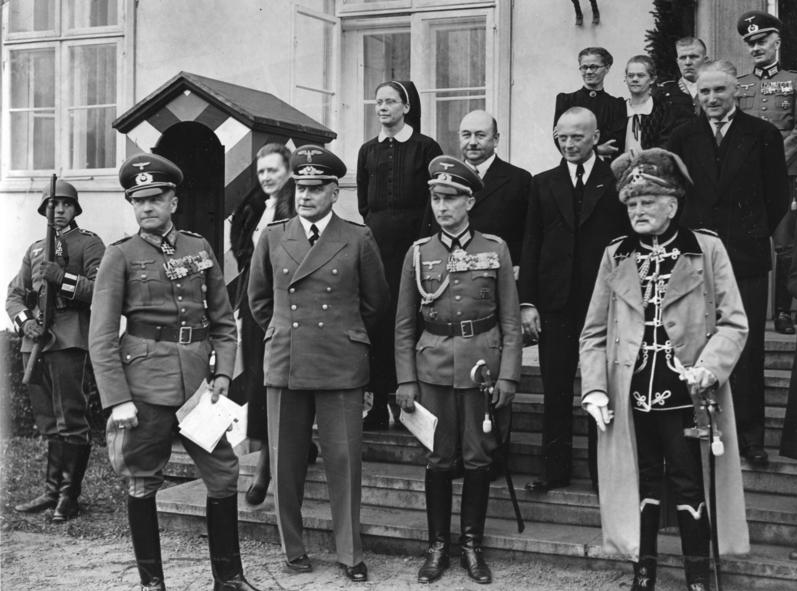
Generalfeldmarschall von Mackensen feierte am 6. Dezember 1939 auf seinem Gut Brüssow seinen 90. Geburtstag. Das Bild zeigt von rechts nach links: Generalfeldmarschall August von Mackensen, seinen Adjutanten Oberstleutnant Hans-Henning von Gersdorff, Botschafter Hans Georg von Mackensen – den Sohn des Marschalls, Frau von Mackensen und Generaloberst Walther von Brauchitsch, der dem Jubilar die Glückwünsche des Heeres überbrachte

## Geschichte
Die Gegend um Brüssow wurde recht spät besiedelt. Um die Stadt herum sind die Megalithanlagen von Brüssow-Hammelstall zu finden. In der Nekropole von Wollschow kamen 14 Urdolmen und 28 Steinkisten vor, von denen fünf Urdolmen erhalten sind.
Die ursprünglich slawische Siedlung wurde zum Ende des 12. Jahrhunderts deutscher Burgstandort.
Der Stadtname kommt wahrscheinlich aus dem Altpolabischen und dürfte sich von brus gleich Schleifstein ableiten.
Im Jahre 1259 wurde das Stadtrecht das erste Mal urkundlich erwähnt. Die Urkunde wurde durch den Ritter Heinrich von Stegelitz verfasst. Das lag nicht zuletzt daran, dass Brüssow an der Straße Magdeburg–Berlin–Stettin lag. Das Stadtrecht wurde dem Ort zwischen 1550 und 1809 wieder entzogen.
Am 22. Oktober 1935 schenkte Adolf Hitler dem Generalfeldmarschall August von Mackensen die preußische Domäne Brüssow, die damals einen Umfang von über 1.231 Hektar hatte und später zum Erbhof erklärt wurde.
Albrecht Schönherr, der Schüler Dietrich Bonhoeffers und spätere Bischof der Region Ost der Evangelischen Kirche in Berlin-Brandenburg, wurde von Mackensen nach Brüssow geholt und hatte hier von 1937 bis 1946 seine erste Pfarrstelle.
Verwaltungsgeschichte
Brüssow, Bagemühl, Grünberg, Woddow und Wollschow gehörten seit 1817 zum Kreis Prenzlau in der preußischen Provinz Brandenburg und ab 1952 zum Kreis Pasewalk im DDR-Bezirk Neubrandenburg.
Seit 1849 bestanden in Preußen Kreisgerichte. Das Kreisgericht Prenzlau war dem Kammergericht nachgeordnet. in Brüssow bestand eine Zweigstelle (Gerichtskommission) des Kreisgerichts Prenzlau. Im Rahmen der Reichsjustizgesetze wurden diese Gerichte 1879 aufgehoben. Stattdessen bestand von 1879 bis 1952 das Amtsgericht Brüssow.
Die bis dahin selbstständige Gemeinde Menkin wurde am 1. Juli 1950 nach Wollschow eingemeindet. Zum 1. Januar 1973 wurde die Gemeinde Grimme nach Brüssow eingegliedert, die Gemeinden Battin und Trampe nach Grünberg.
Nach einem Bürgerentscheid gehört Brüssow seit dem 1. August 1992 wieder zum Land Brandenburg. Seit 1993 liegen die Orte im brandenburgischen Landkreis Uckermark.
Am 31. Dezember 2001 wurden die Orte Bagemühl, Grünberg, Woddow und Wollschow in Brüssow eingemeindet.

## Bevölkerungsentwicklung
| Jahr | Einwohner |
| ---- | --------- |
| 1875 | 1 669     |
| 1890 | 1 607     |
| 1910 | 1 624     |
| 1925 | 1 771     |
| 1933 | 1 812     |
| 1939 | 1 825     |

| Jahr | Einwohner |
| ---- | --------- |
| 1946 | 2 431     |
| 1950 | 2 674     |
| 1964 | 2 214     |
| 1971 | 2 066     |
| 1981 | 1 929     |
| 1985 | 1 861     |

| Jahr | Einwohner |
| ---- | --------- |
| 1990 | 1 755     |
| 1995 | 1 616     |
| 2000 | 1 580     |
| 2005 | 2 315     |
| 2010 | 2 023     |
| 2015 | 1 876     |

| Jahr | Einwohner |
| ---- | --------- |
| 2020 | 1 804     |
| 2021 | 1 759     |
| 2022 | 1 792     |
| 2023 | 1 799     |
| 2024 | 1 842     |

Gebietsstand des jeweiligen Jahres, Einwohnerzahl: Stand 31. Dezember (ab 1991), ab 2011 auf Basis des Zensus 2011, ab 2022 auf Basis des Zensus 2022

## Religion
1847 wurde in Brüssow mit dem Rothen Haus nach dem Vorbild des Rauhen Hauses in Hamburg die erste diakonische Einrichtung in der Uckermark gegründet. Seit 1973 gehört Brüssow kirchlich zur Pommerschen Evangelische Kirche bzw. ab 2012 zum Kirchenkreis Pommern der Evangelisch-Lutherischen Kirche in Norddeutschland. Die evangelische Kirchengemeinde Brüssow und Fahrenwalde ist ein länderübergreifender Pfarrsprengel mit elf Kirchen in Brüssow, Bagemühl, Battin, Grimme, Grünberg, Menkin, Trampe, Woddow, Wollschow, Bröllin, Fahrenwalde und Friedrichshof.

## Politik

### Stadtverordnetenversammlung

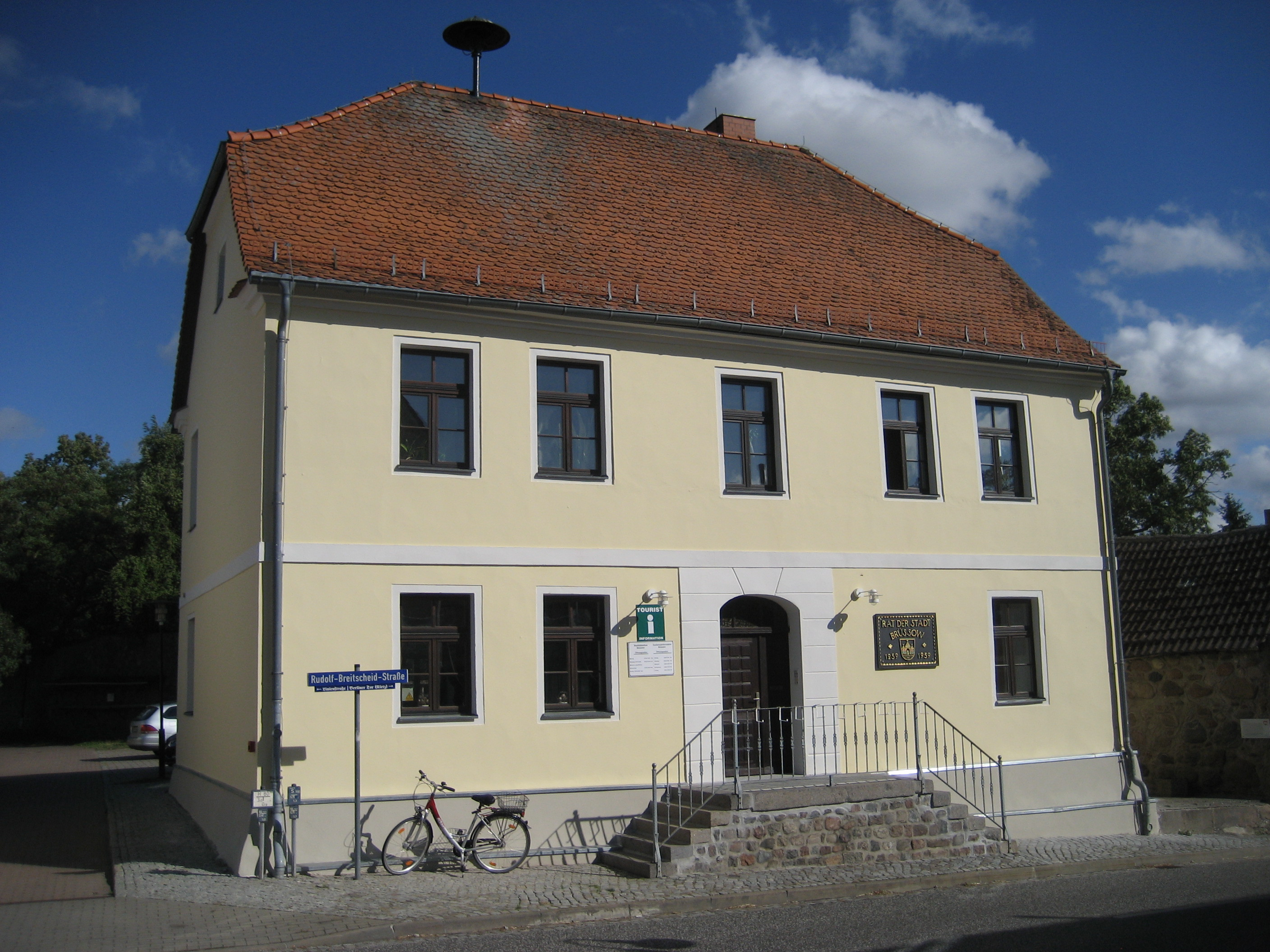
Rathaus Brüssow

Die Stadtverordnetenversammlung von Brüssow besteht aus 12 Stadtverordneten und dem ehrenamtlichen Bürgermeister. Die Kommunalwahl am 9. Juni 2024 führte bei einer Wahlbeteiligung von 63,0 % zu folgendem Ergebnis:
| Partei / Wählergruppe          | Stimmenanteil 2019 | Sitze 2019 |  | Stimmenanteil 2024 | Sitze 2024 |
| ------------------------------ | ------------------ | ---------- |  | ------------------ | ---------- |
| CDU                            | 31,2 %             | 4          |  | 37,0 %             | 4          |
| AfD                            | –                  | –          |  | 21,9 %             | 3          |
| Einzelbewerber Norman Glowe    | 08,4 %             | 1          |  | 09,7 %             | 1          |
| Demokratie und Vielfalt        | –                  | –          |  | 07,9 %             | 1          |
| Einzelbewerber Florian Matz    | –                  | –          |  | 06,6 %             | 1          |
| Bauern-Ländlicher Raum (BLR)   | 14,5 %             | 2          |  | 05,8 %             | 1          |
| SPD                            | 32,6 %             | 4          |  | 04,5 %             | 1          |
| Einzelbewerber Lothar Naeth    | –                  | –          |  | 04,0 %             | –          |
| Einzelbewerber Arne Hube       | –                  | –          |  | 02,6 %             | –          |
| Aktives Brüssow Stadt und Land | 13,3 %             | 1          |  | –                  | –          |
| Insgesamt                      | 100 %              | 12         |  | 100 %              | 12         |

### Bürgermeister
- 1998–2003: Klaus Wellmann (CDU)[11]
- 2003–2008 Gisela Müllenhagen: (SPD)[12]
- 2008–2024: Michael Rakow (SPD)[13]
- seit 2024: Torsten Eich (CDU)

Eich wurde in der Bürgermeisterwahl am 9. Juni 2024 mit 56,0 % der gültigen Stimmen für eine Amtszeit von fünf Jahren gewählt.

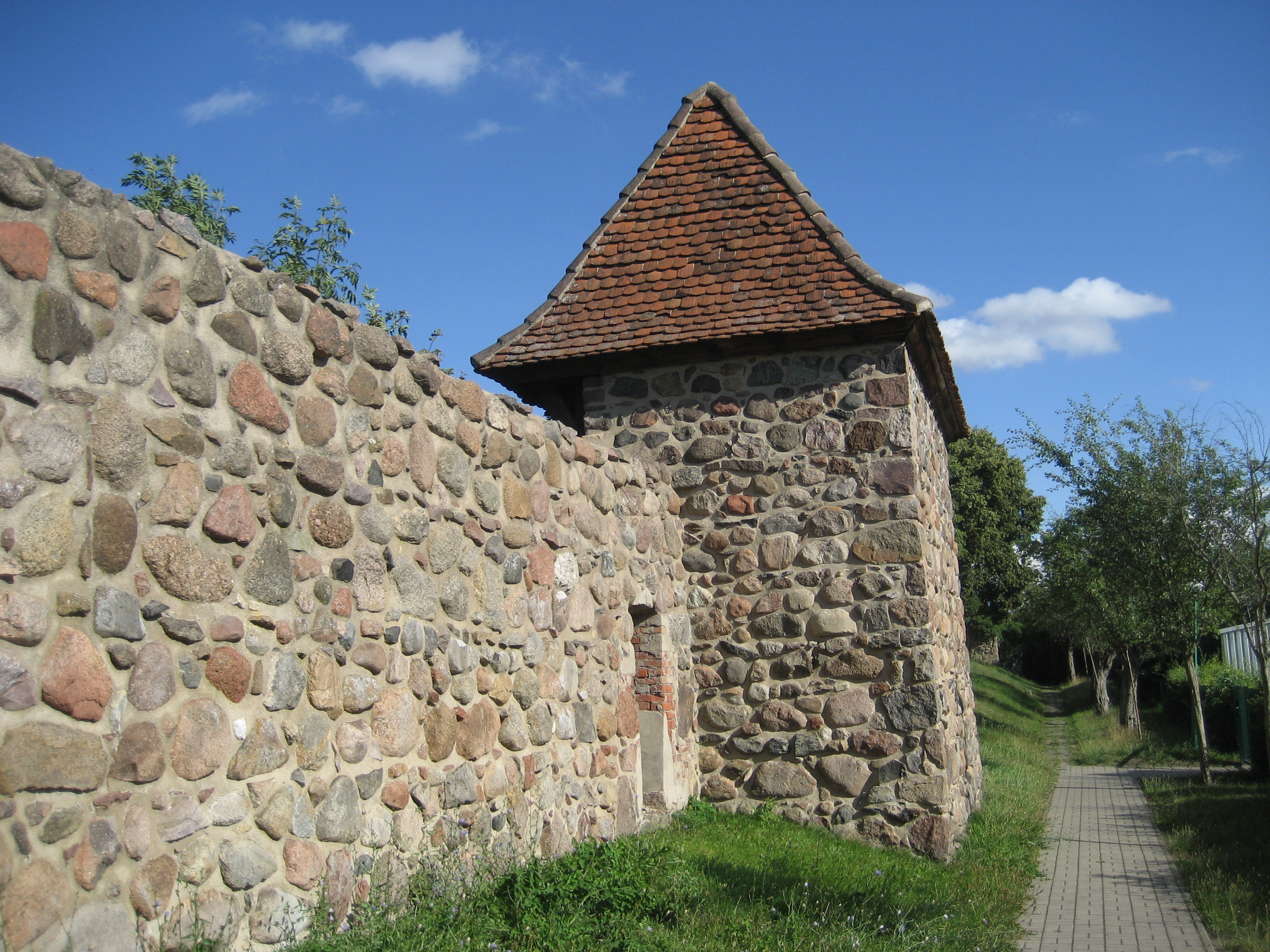
Stadtbefestigung

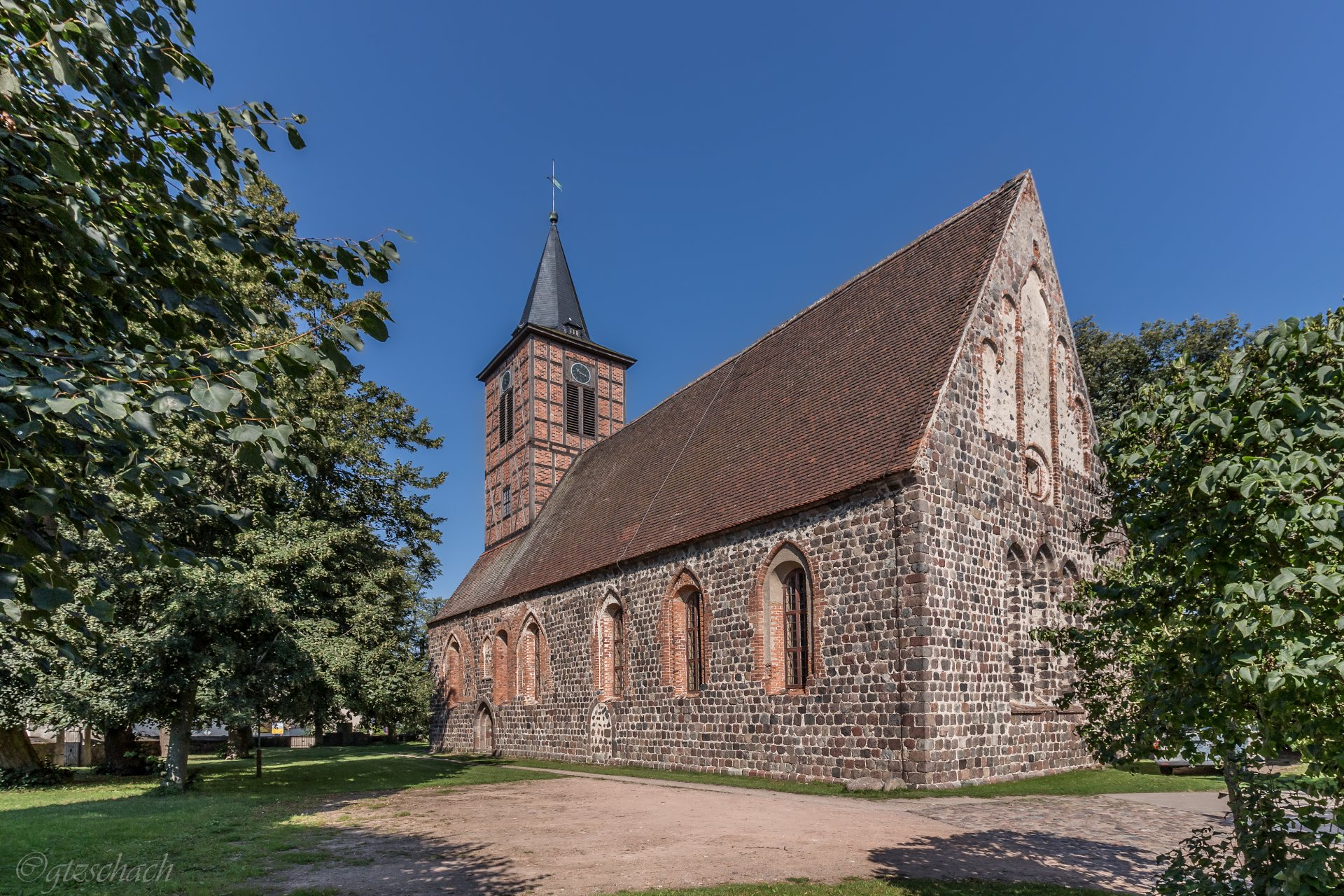
Stadtkirche Brüssow

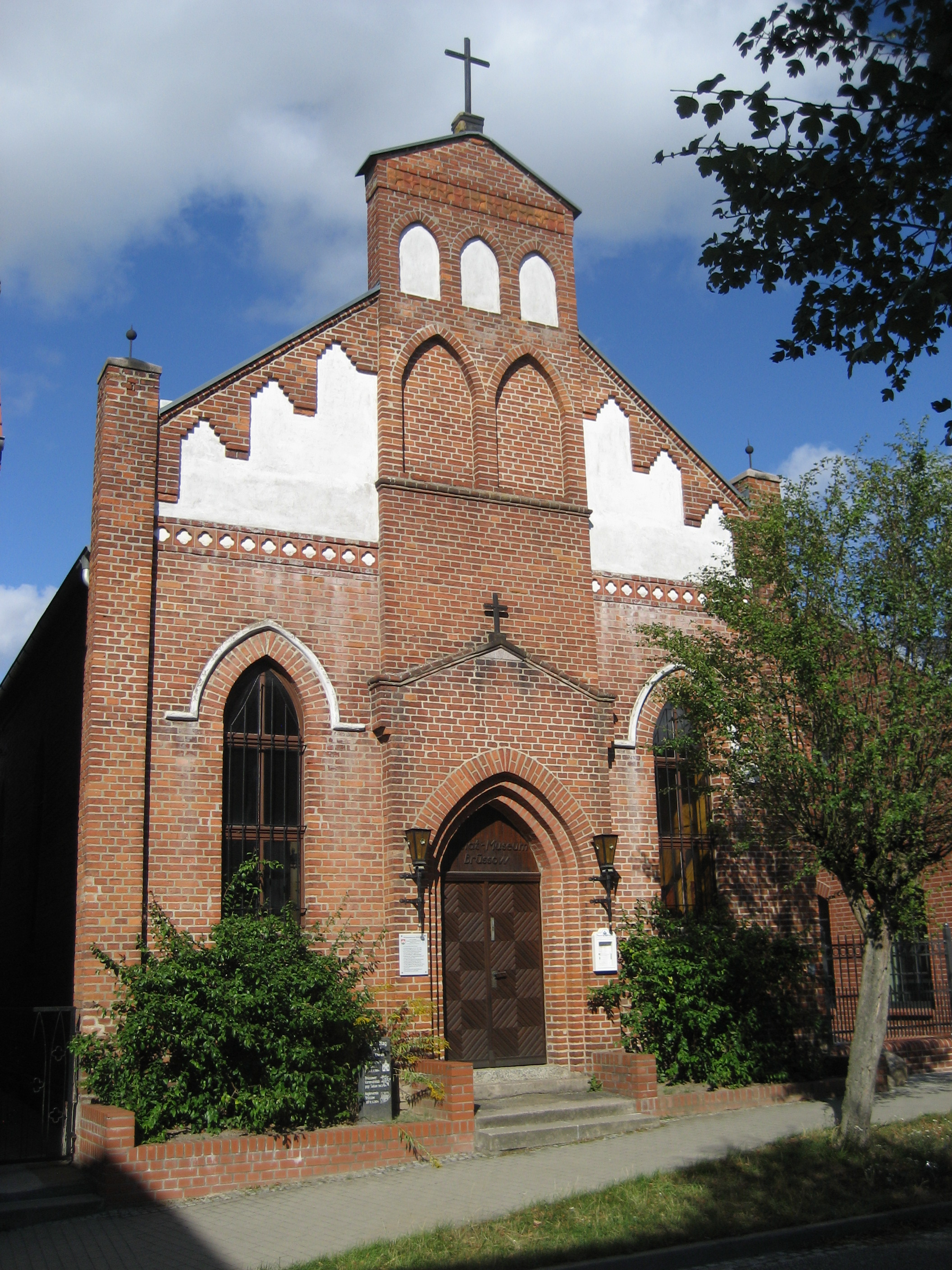
Heimatmuseum, ehemals Altlutherische Kirche

### Wappen
| Wappen von Brüssow | Blasonierung: „In Rot auf grünem Boden eine silberne Burg mit drei spitzbedachten und gold-bekreuzten Türmen; im Torbogen eine rote Steigleiter.“ |
| Wappen von Brüssow | Wappenbegründung: Das jetzige Wappen stammt vermutlich aus dem 15. Jahrhundert und enthält neben der allgemeinen Stadtsymbolik die Sturmleiter als Zeichen der einstigen Stadtherren von Ramin (ehemals Pommern). Ein späteres Siegel zeigte eine Ramme, d. h. einen Holzblock mit Querholz. Das Wappen wurde am 27. Juni 1997 durch das Ministerium des Innern genehmigt. |

### Flagge
„Die Flagge ist Rot - Weiß (1:1) gestreift und mittig mit dem Stadtwappen belegt.“

### Partnerstadt
Mit der nordrhein-westfälischen Stadt Salzkotten besteht seit 16. August 1993 eine Städtepartnerschaft.

## Sehenswürdigkeiten und Kultur
- Heimat- und Auswanderungsmuseum der Stadt Brüssow, seit 1964 in der ehemaligen altlutherischen Kirche, einem neugotischen Backsteinbau, erbaut 1859/1860, kirchlich genutzt bis 1915
- Stadtbefestigung mit Stadtmauer, Resten von Wiekhäusern und Torwächterhaus
- Stadtkirche Brüssow
- Dorfkirchen in den Orts- und Gemeindeteilen Bagemühl, Battin, Grimme, Grünberg, Menkin, Trampe, Woddow und Wollschow
- Freilichtbühne neben der Badeanstalt
- Kulturhaus der Stadt mit dem Kulturhaus-Kino Brüssow[18] als eine der Brandenburger Dependancen und Vertretung des Landesverbandes Filmkommunikation Mecklenburg-Vorpommern.

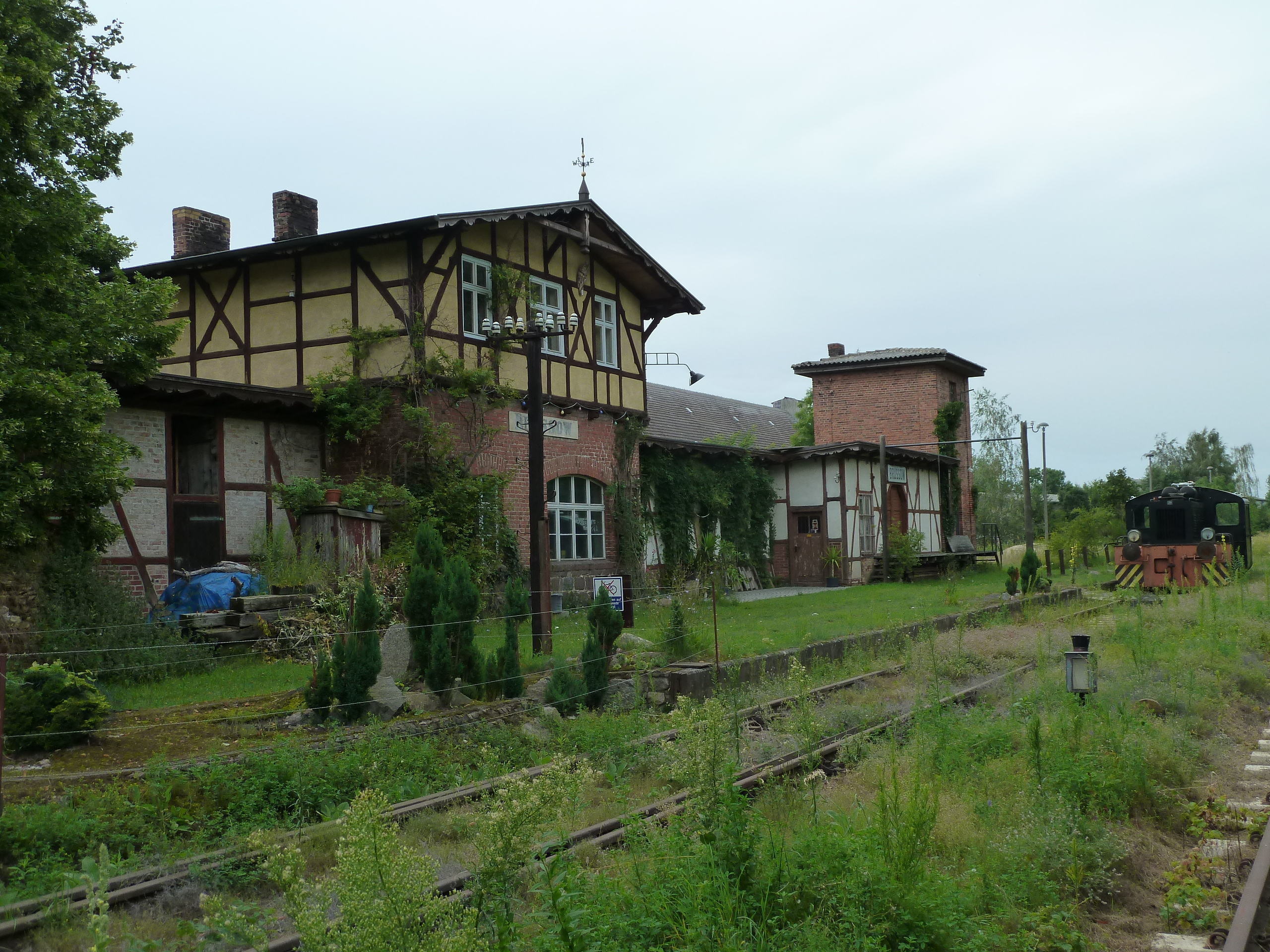
Historischer Bahnhof von Brüssow

## Verkehr
In Brüssow kreuzen sich die Landesstraßen L 26 Prenzlau–Löcknitz und L 251 Pasewalk–Schmölln. Die Autobahnanschlussstelle Prenzlau-Ost an der A 20 (Kreuz Uckermark–Lübeck) ist ca. 12 km, die Anschlussstelle Schmölln an der A 11 (Berlin–Stettin) etwa 17 km von Brüssow entfernt.
Der Bahnhof Brüssow lag an der Bahnstrecke Prenzlau–Löcknitz, auf der der Verkehr 1991 eingestellt wurde. Jetzt befindet sich der nächste Bahnhof in Löcknitz an der Bahnstrecke Pasewalk–Stettin.

## Persönlichkeiten

### Söhne und Töchter der Stadt
- Friedrich Ehrenreich von Ramin (1709–1782), preußischer Generalleutnant und Generalinspekteur der Infanterie
- Moritz Pistor (1835–1924), Mediziner
- Karl Kollhoff (1846–1901), Wirklicher Geheimer Kriegsrat, Abteilungschef im preußischen Kriegsministerium
- Rudolf Hartmann (1856–1929), Politiker (DNVP)
- Arnold Hartmann (1861–1919), Architekt
- Joachim von Winterfeldt-Menkin (1865–1945), Jurist und Politiker, in Grünberg geboren
- Johanna Beckmann (1868–1941), Scherenschnitt-Künstlerin
- Georg Edmund Dann (1898–1979), Pharmaziehistoriker

### Mit Brüssow verbundene Persönlichkeiten
- Carl Heinrich Poppenburg (1811–1869), Theologe, Superintendent in Brüssow
- August von Mackensen (1849–1945), preußischer Generalfeldmarschall, erhielt von Adolf Hitler die Domäne Brüssow als Dotation
- Albrecht Schönherr (1911–2009), evangelischer Theologe und Bischof, Pfarrer in Brüssow
- Dieter Frielinghaus (1928–2024), evangelisch-reformierter Pastor, lebte in Brüssow, Friedensaktivist und Publizist; Mitglied der DKP
- Volkmar Haase (1930–2012), Bildhauer, lebte in Brüssow